# Nemesis (1839)
HEIC Nemesis (1839) (Британской Ост-Индийской компании корабль «Немесис») — первый британский мореходный железный военный корабль. Построен в 1839 году для Британской Ост-Индской компании. Получил известность в ходе Первой Опиумной войны находясь под командованием Уильяма Х. Холла, в дальнейшем адмирала Королевского флота.

## Конструкция
Построено на верфи компании Birkenhead Iron Works (ныне Cammell Laird), Мерси, за три месяца. При длине между перпендикулярами 165 футов (50,3 м) (полная длина 184 футов (56 м)), ширине на миделе 29 футов (8,8 м) и осадке 6 футов (1,8 м) водоизмещение составило 660 английских тонн. Первое мореходное железное военное судно Великобритании. Помимо парусного вооружения, движение судна обеспечивали две паровые машины производства Форрестера и Ко по 60 л. с. каждая. Необходимость применения паровых машин диктовалась протяженной речной системой Китая; машины позволяли вести боевые действия в безветрие. Артиллерийское вооружение было типичным для представителя лёгких крейсерских сил той эпохи — два 32-фунтовых орудия на центральных станках, размещённых в оконечностях корабля на верхней палубе, и позволявших переводить орудия на необходимый борт, и четыре (согласно Hall & Bernard (1844). — пять) 6-фунтовых орудий на бортовых станках (пятое на центральном станке на мостике, согласно тому же источнику). Кроме того, корабль нёс установку для запуска ракет Конгрива. Вооружение дополняли десять железных вертлюжных орудий, установленных на бульварках, комплект шлюпочных пушек и личного оружия экипажа. Запас угля, принимаемого в угольные ямы должен был обеспечить двенадцать дней хода, запас воды и провианта был рассчитан на четыре месяца, и по традиции судостроения того времени, на борту корабля был полный комплект деталей машин и механизмов.
В конструкции корабля впервые использовались водонепроницаемые переборки, что, наряду с железным набором и обшивкой, существенно повышало живучесть корабля и облегчало борьбу с течью, что и было продемонстрировано во время перехода в Китай в 1840 г.

## Китайская кампания

Бой парохода «Немисис» с китайскими военными джонками 7 января 1841 г., Ансон-бей, с картины Edward Duncan (1803—1882)

В 1840 году «Немесис» отправился в Китай. Экипаж на момент выхода из Ливерпуля состоял из пяти офицеров, хирурга и около шестидесяти человек команды.
Этот поход, как и сама конструкция корабля, отличался новыми техническими решениями и связанными с этим проблемами. Впервые железный корабль обогнул Мыс Доброй Надежды. Впервые были произведены научные исследования и практические работы для устранения магнитной девиации компаса, вызванной железным корпусом судна. Эти работы в 1839 году провёл королевский астроном Джордж Эйри, изобретатель метода компенсации магнитного компаса. Впрочем, устранить девиацию полностью не удалось, и корабль страдал неточностью показаний компаса до конца службы.
В конце 1840 г. пароходофрегат «Немесис» прибыл к берегам Китая. По словам одного из британских офицеров, «считалось, что начавшаяся Первая опиумная война предоставляет чрезвычайно благоприятную возможность изучить преимущества или недостатки паровых военных судов». Экипаж на время боевых действий увеличился до шести-семи офицеров, двух хирургов, шести инженеров и около девяноста человек команды. Во время нахождения в китайских водах «Немесис» нёс на борту целую флотилию шлюпок — капитанскую гичку, два куттера, пинас, динги и малую шлюпку (jolly boat). Кроме того, пароход всегда сопровождала большая китайская лодка или джонка. Вооружение дополнила небольшая гаубица на платформе между кожухами гребных колёс.
Первое применение пароходофрегата произошло в ходе «Второй битвы при Чуаньби» 7 января 1841 г., против китайского флота около фортов Чуаньби, перекрывавших путь к Гуанчжоу по реке Чжуцзян. Битва началась в 8:00, к 9:00 британские корабли поднялись по реке к фортам, высадили десантные партии и вступили в перестрелку с фортами. Менее чем за час, примерно к 10:00, «Немесис» артиллерийским огнём смог подавить сопротивление верхнего форта, после чего тот был захвачен сухопутными частями англичан. Далее пароходофрегат перенёс огонь на флотилию из 15 военных джонок под флагом командующего китайскими морскими силами Гуань Тяньпея, и огнём ракет Конгрива уничтожил некоторые из них. По описаниям участников сражения с британской стороны «…первая же пущеная „Немисис“ ракета попала в одну из больших джонок… после чего та почти мгновенно взорвалась, вознеся в вечность каждую живую душу на корабле и выплеснув пламя, подобное могучему порыву огня из жерла вулкана. Мгновенное разрушение огромного корабля привело в ужас участников боя с обеих сторон. Дыма, и пламени, и грохота взрыва, падающих вокруг обломков корабля и частей тел, разорванных в клочья, было достаточно, чтобы нанести удар благоговения, если не страха, самому отважному сердцу, наблюдавшему это…» После нескольких взрывов на борту джонок, около 11:30, китайский адмирал спустил флаг.
После первого опыта, доказавшего полезность парохода, не зависящего от ветра, «Немесис» стал постоянным и наиболее активным участником всех боевых действий на реках и островах Кантона. Пароходофрегат проводил рекогносцировки, высаживал тактические десанты (причем принимая на борт парохода и буксируемых им лодок полк пехоты в полном составе) в тылу китайских войск выше по течению, доставлял парламентёров и обстреливал форты и города. Особенно значительную роль он сыграл в осаде и взятии города Кантон и захвата островов Сямынь.

## Дальнейшая служба
После Первой опиумной войны «Немесису» была поставлена задача подавления пиратов в Индонезии и на Филиппинах.

## В художественной литературе
В романе Джеймса Клавелла «Тай-Пэн» упомянут пароход Королевского флота Nemesis, который в ходе повествования принимает участие в Первой Опиумной Войне.
Также бронированный пароход «Немезида» подробно описан в третьем романе Ибисовой Трилогии Амитава Гоша «Огненный Поток».